# ورم خلوي منوي
الورم الخلوي المنوي والذي كان يسمى سابقًا الورم الخلوي المنوي الخصوي،هو ورم يصيب الخصية (أي ورم الخصية)، ويصنف على أنه ورم في الخلايا الجنسية. وهو مرض نادر جدًا، ويمثل حوالي 1% من سرطانات الخصية.
يأتي اسم الورم من التشابه (تحت المجهر) بين الخلايا الصغيرة للورم والخلايا المنوية الثانوية.

## العلامات والأعراض
الرجال الذين يعانون من هذا الورم تتراوح أعمارهم عادة بين 50 إلى 60 عامًا، ونادرًا ما يحدث هذا الورم عند الرجال الذين تقل أعمارهم عن 30 عامًا. يعاني معظمهم من تضخم بطيء وغير مؤلم في الخصيتين، وقد يصيب كلا الخصيتين.

## العلاج
على عكس الأورام المنوية الكلاسيكية، نادرًا ما تنتشر أورام الخلايا المنوية، لذا فإن استئصال الخصية الجذري وحده هو العلاج الكافي، ولا تكون هناك حاجة عمومًا إلى تشريح العقدة الليمفاوية خلف الصفاق والعلاج الكيميائي المساعد أو العلاج الإشعاعي.

## روابط خارجية
- Spermatocytic seminoma micrograph - webpathology.com.